# Proragrotis
Proragrotis is een geslacht van vlinders van de familie uilen (Noctuidae), uit de onderfamilie Noctuinae.

## Soorten
- P. dubitata McDunnough, 1933
- P. longidens Smith, 1890